# Улья-Негра
Улья-Негра (порт. Hulha Negra) — муниципалитет в Бразилии, входит в штат Риу-Гранди-ду-Сул. Составная часть мезорегиона Юго-запад штата Риу-Гранди-ду-Сул. Входит в экономико-статистический микрорегион Кампанья-Меридиунал. Население составляет 3876 человек на 2006 год. Занимает площадь 822,943 км². Плотность населения — 4,7 чел./км².

## История
Город основан 20 марта 1992 года.

## Статистика
- Валовой внутренний продукт на 2003 составляет 75.210.594,00 реалов (данные: Бразильский институт географии и статистики).
- Валовой внутренний продукт на душу населения на 2003 составляет 16.508,03 реалов (данные: Бразильский институт географии и статистики).
- Индекс развития человеческого потенциала на 2000 составляет 0,761 (данные: Программа развития ООН).

## География
Климат местности: субтропический. В соответствии с классификацией Кёппена, климат относится к категории Cfa.